# Вендско одељење
„Вендско одељење” (од Wenden — званично немачко означавање Лужичких Срба, које је имало негативно-презриву нијансу) назив је тајног државног органа владе Вајмарске републике и нацистичке Немачке, створеног у јануару 1920. године за политичку контролу над Лужичким Србима у Лужицама.
Појавио се као одговор на тежње Лужичких Срба за аутономијом (1918—1919) из страха од одвајања Лужице од Немачке, као државни орган „за контролу над лужичкосрпским покретом” (посебно над његовим контактима са Чехословачком и Пољском). Пошто су циљеви и задаци „одељења” били неспојиви са грађанским слободама, загарантованим Вајмарским уставом, постојање установе се држало у тајности. Фактички је почело да ради од 1923. године. Седиште се налазило у Бауцену. Руководилац „Вендског одељења” био је начелник бауценског округа (Kreishauptmannschaft Bautzen, од 1932. године — Amtshauptmannschaft Bautzen).
Назив „Вендско одељење” било је намењено само за унутрашњу употребу. У адресару Бауцена одељење имало је маскирно име „служба информације” (narichtenstelle). Коришћена је и скраћеница WM, што је значило лужичкосрпска (Wenden) мањина (Minderheit). Почетком 1930-х година појавила се подружница „Вендског одељења” у Фечауу за Доњу Лужицу. Посљедњи доказ функционисања „одељења” датира из фебруара 1942. године, са крајем Другог светског рата је коначно престало постојати.

## Историја

### Вајмарска република

#### Стварање „Вендског одељења”
После завршетка Првог светског рата влада Немачке се плашила „лужичкосрпске иреденте”; стварања самосталне лужичкосрпске државе или припајањa Лужице Чехословачкој. „Вендско одељење” је створено при Министарству спољних послова Немачке — у оквиру „специјалног одсека Немачка”, на чијем је челу био Фридрих Вилхелм фон Притвиц (спомиње се као „референт за лужичкосрпске националне тежње”).
Почетком 1920. године Министарство спољних послова Немачке сазвало је тајно саветовање о „питању предузимања наредних ефикасних мера да привуче пажњу на лужичкосрпско питање”. Саветовање је водио директор кабинета председника Немачке доктор Ото Мајснер. Саветовању је присуствовало 11 људи, међу којима су били доктор фон Притвиц, представници Пруске и Саксоније, обер-градоначелник Бауцена (град се сматрао средиштем „лужичкосрпског политичког покрета“) и други. Доктор Мајснер је
изложио резултате саветовања по сљедећим осам тачкама:
1. У целини подржана је идеја стварања централног (који обухвата Саксонију и Пруску) органа за контролу над вендским покретом.
2. У суштини, ово је установа Рајха, формално, међутим… установа је окружне администрације.
3. Према томе, постулирана установа ће бити овлашћена да директно решава службена питања са свим административним окрузима у Саксонији и Пруској.
4. Из система контрола могуће је искључити округе (Kreise, Bezirke), чији састав становништва несумњиво искључује могућност побуђивања вендске опасности (на пример, Либенверда, Мерзебург).
5. С обзиром на тренутну ситуацију претпоставља се да ће седиште установе бити Бауцен, а њен руководилац ће бити начелник округа (Kreishauptmann).
6. Ово одељење остаје на свим питањима у сљедећим окрузима: Бауцен, Легњица, Франкфурт на Одри.
7. Кадровска и организациона питања одељења остају код господина начелник бауценског округа. У случају додатних финансијских потешкоћа, треба их уједначити они морају бити очишћени од стране финансијског уреда Рајха и обе покрајине. Треба такође размотрити питање финансирања вредних истраживачких пројеката професора Р. Кечкеа.
8. Господин начелник бауценског округа ће израдити статут који ће одредити опсег истраживања и делатности Вендског одељења (Wendenabteilung) и узимати ће у обзир све предлоге и инспирисане идеје представљене данас.[13]

Бено фон Ностиц-Валвиц је 27. јануара (или 22. јануара) 1920. године представио строго повјерљив пројекат статута „Вендског одељења”, у којем су између осталог постављени циљеви: јачање немачког рада на на вендским подручјима и ефикасни отпор претње вендског иредентизма у свим сферама јавног и приватног живота; раскринкавање вендске националне свести као непријатељске према држави; подршка растварању Венда у немачкој нацији. Статут је поставио пред одељење следеће текуће задатке:
1. Прикупљање и оцена свих врста информација из вендских заједница.
2. Преглед вендске штампе, књига и брошура.
3. Контрола над вендским састанкама.
4. Контрола над делатношћу вендских друштава свих врста и привредних установа.
5. Контрола над вендским лидером (треба одредити).
6. Контрола над школским и црквеним пословима, над делатношћу вендских учитеља и свештеника и њиховом припремом.
7. Прикупљање домаћих и страних извештаја о Вендима.
8. Контрола над путовањима странаца кроз вендско подручје и Венда у иностранство.
9. Контрола над напретком немачког рада у вендским подручјима и припрема предлога за одговарајуће мере.
10. Консултације и подршка немачких научника и истраживача који прикупљају материјале на вендском подручју.
11. Подршка или предлог за стварање таквих вендских друштава која доприносе немачком раду (на пример, Савез верних саксонских Венда).
12. Стварање вендске архиве.
13. Извештавање или пружање одговарајуће информације одговорним министарствима Саксоније, Пруске и Рајха, заинтересованим окрузима (Bezirke, Kreise), као и другим установама (полицији, црквеним лидерима, Шуцбунду, дипломатским представништвима Немачке, итд.).[17]

#### Делатност „одељења” од 1923. године
У свом коначном облику статут „Вендског одељења” појавио се тек 1923. године. Упркос чињеници да је реализација организационих питања одложена, начелник бауценског округа је остајао одговоран за „вендско питање”, посебно након што је директна подређеност Министарству спољних послова, очигледно, престала. Организациона питања су постављена на конференцији 15. јануара 1923. године у Бауцену, у којој су учествовали представници Саксоније и Пруске и начелник бауценског округа фон Ностиц-Валвиц. Конференцији је присуствовао владин комесар Курт Цимерман, који је у августу 1923. године коначно прешао на посао у одељење.
Године 1927. „одељење” је примило од државне благајне 16.000 рајхсмарака, од чега је 6.700 марака додељено за „активну, немачку културну пропаганду”, 5.500 марака за „јачање немачких елемената на вендском подручју и подршку верних држави Венда”, 3.400 марака за очување архиве (Archiv der Wendenabteilung) и 500 марака за „подршку научних иницијатива”.
Тајни сарадник „Вендског одељења” био је лужичкосрпски учитељ и писац Ј. А. Ханчка (ум. 1928).

### Нацистичка Немачка
У нацистичкој Немачкој „Вендско одељење” је контактирало с административним установама Саксоније и Пруске, јединицама НСДАП. До 1934. године „Вендско одељење” се често жалило да су различите административне и партијске установе самостално покушавале да делују у оквиру лужичкосрпске политике. Године 1935. „Вендско одељење” почело је да сарађује са издавачком предузећем Берлин-Далем (Publikationsstelle Berlin-Dahlem). Исте године код „Вендског одељења” се појавио нови конкурент — Савез немачког истока. Седиште руководства овог Савеза у Саксонији био је горњолужички град Лебау. Касније су „Вендско одељење” и Савез немачког истока тесно сарађивали. Резултат њихове делатности била је ликвидација „Домовине” и свих лужичкосрпских организација.
Од почетка 1936. године немачке власти покушале су наметнути „Домовини” статут, према коме она морала је да се назива „Савез Немаца који говоре вендски”. Након министарских консултација руководилац „Вендског одељења” Јоханес Зиверт је 20. новембра 1936. године разрадио нови пројекат статута „Домовине” — „Савеза за бригу о Отаџбини и вендским обичајима” (Bund zur Pflege der Heimat und des wendischen Brauchtums). На тај начин, према плану „Вендског одељења”, „Домовина” је требало да се из националне организације претвори у територијалну, отварајући приступ Немцима. Вођство „Домовине” на челу са Паволом Недом одбило је да призна овај ултимативан статут, који је понижавао национално достојанство. 18. марта 1937. године њен председник П. Недо је добио од Зиверта саопштење, према коме због одбијања да усвоји нови статут све акције „Домовине” одсада су се разматрале „као управљене против очувања друштвеног мира, безбедности и поретка”. Објављивање саопштења у вендској штампи се није дозвољавало. Овог дана „Домовина” је била фактички укинута.
Почетком Другог светског рата „одељење” је контролисало контакте Лужичких Срба са словенским ратним заробљеницима и страним радницима. После 1941. године нема тачних података о делатности „одељења”. Остаје питање у којој мери и на који начин је „Вендско одељење” учествовало у планираној депортацији Лужичких Срба у Генерално губернаторство или руднике Лотарингије. Тесна сарадња „одељења” с руководством СС-а, који је предложио пројекат депортације, је према мишљењу историчара Ф. Мјетшка, у сваком случају била је могућа. Забелешка у досјеу последњег руководиоца „одељења” Х. Екхардта од 22. фебруара 1942. је последње директно сведочанство о делатности „Вендског одељења”.
Материјали „Вендског одељења” (Depositum W.) од 1957. године су се налазили у Лужичкосрпском културном архиву, од 1992. године — у Државном архиву Саксоније, од 1999. године — у државном архиву у Бауцену.